# 스람긴꼬리모자이크꼬리쥐
스람긴꼬리모자이크꼬리쥐(Melomys fulgens)는 쥐과에 속하는 설치류의 일종이다. 인도네시아 스람섬 남부 해안에서만 발견된다. 한때 흰배모자이크꼬리쥐(Melomys leucogaster)의 아종으로 간주되었지만 이제는 별도의 종으로 분류하고 있다. 꼬리가 더 길고, 끝이 단단하고 비늘이 없는 점이 차이가 나며, 물건을 잡기 쉽고 나무를 오를 때 사용한다. 스람긴꼬리모자이크꼬리쥐에 대한 보전 등급을 파악할 수 있을 정도의 정보가 충분하지 않기 때문에 국제 자연 보전 연맹(IUCN)이 "정보부족종"으로 분류하고 있다.